# Cleaver (Archäologie)

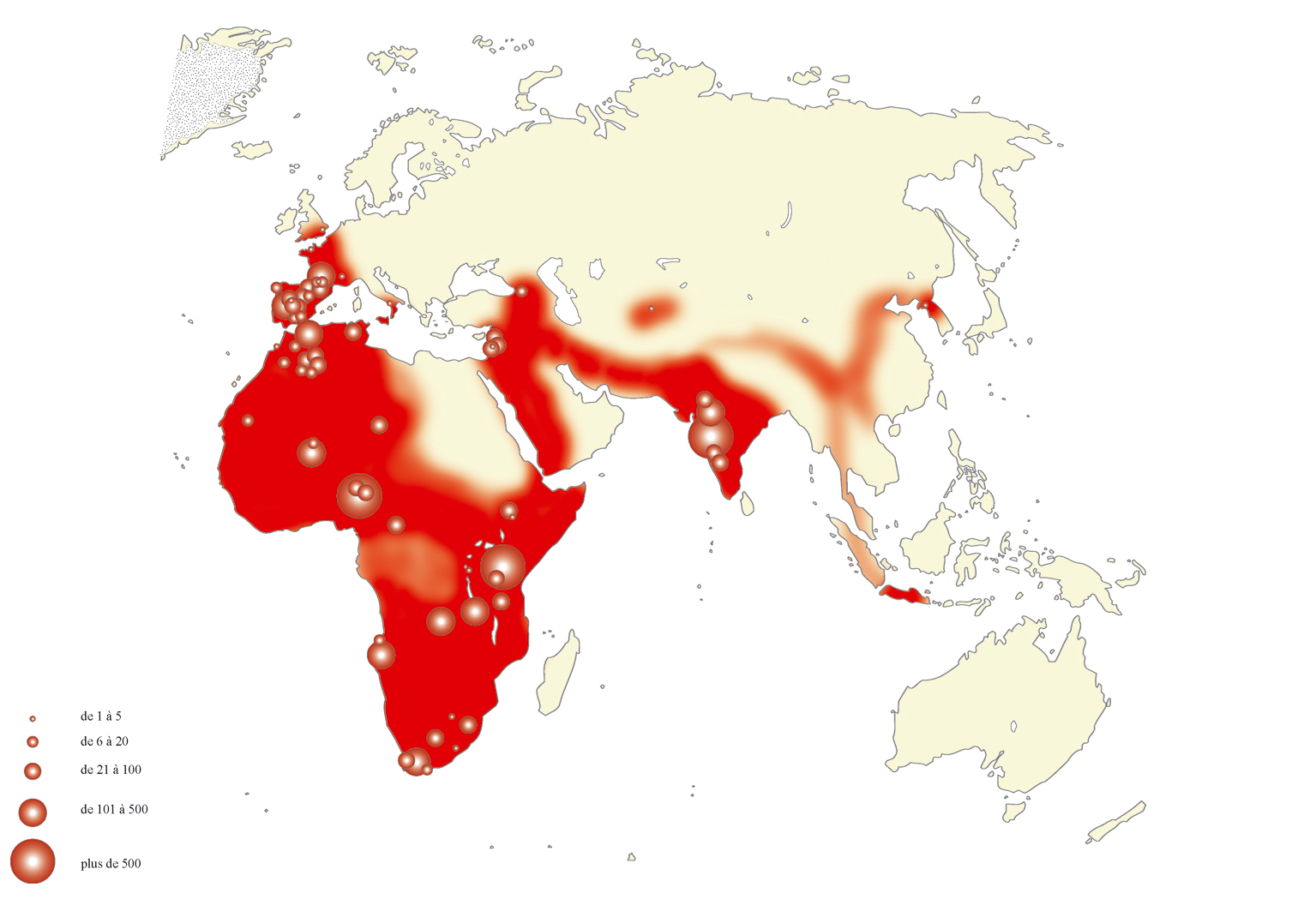
Verbreitungskarte

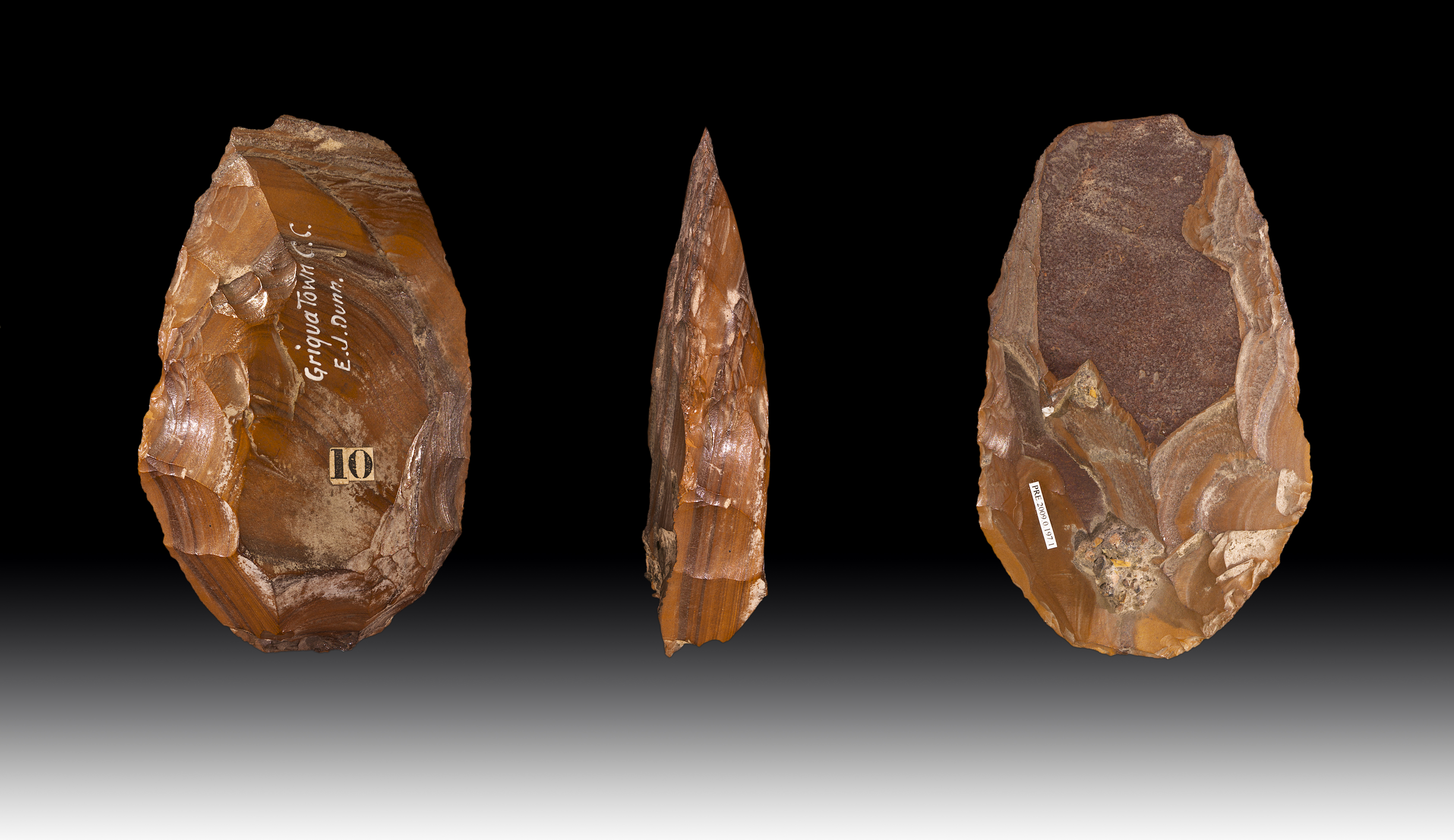

Unter einem Cleaver versteht man in der Archäologie ein großes, rechteckiges, in der Regel zweiseitig gearbeitetes Artefakt mit scharfer, breiter Kante an einem Ende. Derartige Artefakte werden unter dem Oberbegriff für zweiseitig gearbeitete Werkzeuge, Zweiseiter oder Bifaces, subsumiert. In diese Kategorie fallen auch klassische, dreieckige Faustkeile.

## Zeitliche Verbreitung
Bifaces – und damit auch Cleaver – erscheinen zum ersten Mal im fortgeschrittenen Oldowan (ca. 1,7 Mio. Jahren vor heute). Diese Phase wurde definiert anhand des oberen Bed I und unteren Bed II von Olduvai Gorge. Charakteristisch sind Cleaver allerdings für die archäologische Kultur des Acheuléen. Nichtsdestoweniger findet man Cleaver auch noch im (europäischen) Mittelpaläolithikum, so zum Beispiel im Moustérien.

## Herstellung
Die Herstellung der meisten Cleaver erfolgte aus Abschlägen, die besonders lang und groß waren. Als bevorzugte Rohmaterialien wurden vulkanische Gesteine, zum Beispiel Lava, Quarzite und (seltener) Feuerstein verwendet. Da Cleaver zu den beidseitig bearbeiteten Artefakten gehören, gleichen sich die Herstellungsschritte zur Anfertigung herkömmlicher Faustkeile und Cleaver bis zu einem gewissen Grad, beim Cleaver entfällt jedoch die Herausarbeitung der für den Faustkeil charakteristischen Spitze. Somit entsteht mit dem Cleaver ein annähernd rechteckiges Artefakt, wohingegen der Faustkeil gleichsam eine Dreiecksform besitzt.

## Verwendung
Die Artefakte eigneten sich besonders zum Schlachten und Verarbeiten von Tieren (Jagdbeute). Auch für die Holzbearbeitung wurden Cleaver herangezogen. Der Nachweis der Verwendungszwecke erfolgte über experimentelle Versuche.